# Сарајевска зима
Сарајевска зима је међународни уметнички фестивал који се традиционално одржава у Сарајеву. Извршни директор је Ибрахим Спахић.

## Историја фестивала
Фестивал је одржан први пут од 21. децембра 1984. до 6. априла 1985. За 40 година постојања, овај Фестивал је постао неодвојиви део живота града и његових становника. Фестивал "Сарајевска зима" одржава се у континуитету протеклих година и постао је симбол слободе, креативности и упознавања различитих култура и цивилизација света.
Заједно са Међународним центром за мир, „Сарајевска зима“ је покретач и организатор пројекта „Сарајево, културни центар Европе“ од 21. децембра 1993. до 21 марта 1994. (период између две европске престонице културе, Антверпена 1993. и Лисабона 1994.). Ову идеју подржала је Скупштина Града Сарајева и 11.000 најпознатијих личности из целог света, као и најзначајније институције Европе. Међународни центар за мир и Сарајевски међународни фестивал "Сарајевска зима" обнављају ову иницијативу. Обележавање двадесете годишњице фестивала "Сарајевска зима" посвећено је пројекту Сарајево, интеркултурални град Већа Европе. Међународни центар за мир и фестивал "Сарајевска зима" припремају пројекат под називом "Сарајево - Светски културни центар 2014" .
Организатор фестивала "Сарајевска зима" је Међународни центар за мир. Међународни центар за мир је члан Међународног друштва за сценске уметности (ИСПА), Европске асоцијације фестивала (ЕФА) и Асоцијације бијенала младих уметника Европе и Медитерана (БЈЦЕМ).
"Сарајевска зима" добитник је бројних међународних награда и најзначајније награде града Сарајева, " Шестоаприлске награде Сарајева".

## Патронат
Фестивал се одржава под покровитељством следећих организација:
- генерални секретар Савета Европе
- Европска унија
- Унеско
- Председништво Босне и Херцеговине
- Федерација Босне и Херцеговине
- Савет министара
- Кантон Сарајево
- Град Сарајево
- Општина Стари град